# Acworth (New Hampshire)
Acworth – miasto w Stanach Zjednoczonych, w stanie New Hampshire, w hrabstwie Sullivan.